# Todiramphus
A Todiramphus a madarak osztályának szalakótaalakúak (Coraciiformes) rendjébe, ezen belül a jégmadárfélék (Alcedinidae) családjába és a Halcyoninae alcsaládjába tartozó nem.

## Rendszerezés
A nemet René Primevère Lesson francia ornitológus írta le 1827-ben, az alábbi fajok tartoznak ide:
- Todiramphus nigrocyaneus
- Winchell-halción (Todiramphus winchelli)
- malukai halción (Todiramphus diops)
- lazuli halción (Todiramphus lazuli)
- vöröshátú halción (Todiramphus pyrrhopygius)
- tükrös halción (Todiramphus macleayii)
- fehérörves halción (Todiramphus albonotatus)
- ultramarin halción (Todiramphus leucopygius)
- vanuatui halción (Todiramphus farquhari)
- palaui halción (Todiramphus pelewensis[1] vagy Todiramphus cinnamominus pelewensis)[2]
- csendes-óceáni halción (Todiramphus sacer[1] vagy Todiramphus chloris sacer[2]
- Marquises-szigeteki halción (Todiramphus godeffroyi)
- Mangaia-szigeti halción (Todiramphus ruficollaris[1] vagy Todiramphus tutus ruficollaris)[2]
- társaság-szigeteki halción (Todiramphus veneratus)
- Cook-szigeteki halción (Todiramphus tutus)
- Tuamotu-szigeteki halción (Todiramphus gambieri)
- Niau-szigeti halción (Todiramphus gertrudae[1] vagy Todirhamphus gambieri gertrudae)[2]
- guami halción (Todiramphus cinnamominus)
- Pohnpei-szigeti halción (Todiramphus reichenbachii[1] vagy Todiramphus cinnamominus reichenbachii)[2]
- laposcsőrű halción (Todiramphus recurvirostris[1] vagy Todiramphus sanctus recurvirostris)[2]
- örvös halción (Todiramphus chloris)
- Talaud-szigeti halción (Todiramphus enigma)
- halmaherai halción (Todiramphus funebris)
- melanéz halción (Todiramphus tristrami)[1]
- gyíkászó halción (Todiramphus saurophagus)
- Mariana-szigeteki halción (Todiramphus albicilla[1] vagy Todiramphus chloris albicilla)[2]
- barnaöves halción (Todiramphus australasia)
- Torresian halción (Todiramphus sordidus[1] vagy Todiramphus chloris sordidus)[2]
- szent halción (Todiramphus sanctus)
- Louisiade-szigeteki halción (Todiramphus colonus[1] vagy Todiramphus chloris colonus)[2]
- ryukyu-szigeteki halción (Todiramphus miyakoensis)[2] - kihalt a 19.század végén